# 山田隆博
山田 隆博（やまだ たかひろ、1974年3月22日 - ）は、日本の元キックボクサー。千葉県出身。身長160cm、体重53kg。谷山ジム所属。元全日本キックボクシング連盟フライ級王者。